# Словарь из Мотуля
Словарь из Мотуля (исп. Diccionario de Motul) — один из важнейших лексикографических источников по языку майя позднесредневекового периода. Составлен, предположительно, в конце XVI века, автор жил и работал в городе Мотуль. Рукопись включает 465 листов (930 страниц), исписанных мелким почерком, ныне хранится в Университете Брауна (Род-Айленд, США).
Францисканцы, которым был дан в окормление Юкатан, стремились евангелизировать индейцев на их родных языках, поэтому стремились в первую очередь составлять словари и грамматики. Первый словарь языка майя был составлен и опубликован в 1571 году Луисом де Вильяпандо. В 1584 году был составлен трёхтомный словарь Габриэля де Сан-Буэнавентура (майя-испанский, испанско-майяский и медико-ботанический), однако рукопись его не сохранилась. В источниках встречаются ссылки на другие словари, но они также не сохранились. В 1860 году аббат Брассёр де Бурбур в Мехико купил у букиниста копию рукописи «Словаря из Мотуля» (сделка составила 3 песо). Он перепродал рукопись за 150 долларов коллекционеру и библиофилу Джону Картеру Брауну, который передал словарь в библиотеку Брауновского университета. Исследованием рукописи занимался немецкий индеанист Карл Герман Берендт, который определил, что словарь включал 16863 лексемы. При подготовке рукописи к печати, Берендт дополнил её по другим источникам колониальной эпохи, доведя объём до 21 161 слова. Эта версия была опубликована в Мериде в 1930 году. Второе издание вышло в 1995 году.